# Hugo Ballivián Rojas
Hugo Ballivián Rojas (La Paz, 7 de junho de 1901 — La Paz, 15 de julho de 1993) foi um político e oficial militar boliviano que serviu como o 51º presidente de fato da Bolívia de 1951 a 1952. Oficial militar de carreira, foi Comandante das Forças Armadas da Bolívia durante o Presidente Mamerto Urriolagoitía pediu que ele assumisse o cargo de chefe do Executivo extraconstitucional para evitar a posse do presidente eleito reformista, Víctor Paz Estenssoro. Foi um autogolpe que ficou popularmente conhecido como Mamertazo. Instalando-se no Palacio Quemado, Ballivián era a última esperança da oligarquia de "fazer o relógio voltar atrás", mas a situação parecia irreparável. Apesar de declarar um toque de recolher em todo o país e exilar e prender vários líderes da oposição, as manifestações, paralisações de trabalho e levantes continuaram.
As coisas chegaram ao auge quando o Ministro do Governo de Ballivián, general Antonio Seleme, secretamente prometeu seu apoio aos conspiradores, então liderados por Hernán Siles Zuazo (já que Paz Estenssoro estava na época exilado na Argentina). Isso catalisou os eventos de 9 a 11 de abril de 1952, que ficaram conhecidos como Revolução Nacional Boliviana ou Revolução de 1952. Eles marcam um importante divisor de águas na história da Bolívia, derrotando os partidários de Ballivián, que incluíam grandes setores das forças armadas bolivianas. Deserções para o campo rebelde balançaram a balança e, após vários dias de violento confronto armado, o presidente pediu asilo na embaixada chilena. Assim, finalmente expirou o último governo do período de 1880-1952.
Vilificado por muitos como o último líder do Antigo Regime e visto em termos mais benignos por outros como um general cumprindo seu dever como lhe foi confiado em um momento extremamente difícil da história boliviana, Hugo Ballivián Rojas morreu em 1993, há muito aposentado de qualquer atividade política. Ele tinha 92 anos.